# Химич, Юрий Иванович
Ю́рий Ива́нович Хи́мич (укр. Юрій Іванович Хіміч; 12 апреля 1928, Каменец-Подольский, Хмельницкая область, Украинская ССР — 23 июля 2003, Киев) — советский и украинский архитектор и художник (график), выдающийся мастер архитектурного пейзажа, классик украинского изобразительного искусства XX века, педагог. Заслуженный художник и архитектор Украины, член Национального Союза архитекторов Украины (1955), член Национального Союза художников Украины (1962), заслуженный деятель искусств УССР (1990), почётный член Академии архитектуры Украины. В конце 50-х годов XX века снискал среди искусствоведов славу одного из лучших акварелистов СССР того времени.

## Биография
Юрий Иванович Химич родился 12 апреля 1928 в Каменец-Подольске (СССР, ныне Украина). Отец был инженером-химиком на сахарном заводе, мать — учительницей.
С ранних лет Юра писал стихи, играл на музыкальных инструментах, рисовал. В 1945 окончил среднюю школу (с золотой медалью). Семье выделили комнатку в коммунальной квартире, где проживало ещё 15 семей (с одной кухней на всех).
В 1945 г., когда Юрию Химичу было 17 лет, он показал серии своих акварелей известному советскому художнику академику Алексею Шовкуненко и по его совету поступил на архитектурный факультет Киевского строительного института. Во время обучения в институте (1945—1950) учился у архитектора И. Каракиса, акварелиста Михаил Штейнберг. По словам Ирмы Каракис: «В годы учёбы в институте В. Скугарев и Ю. Химич ярко выделялись среди студентов того времени». К этому — раннему — периоду творчества Юрия Химича относятся серии акварелей: киевские, ленинградские, крымские пейзажи небольших форматов и натюрморты.
1950—1954 гг. — служба в Советской армии (г. Севастополь), куда инженера-лейтенанта Юрия Химича направили на строительство главной базы Черноморского флота. В свободное время Химич писал морские пейзажи и портреты. В 1952 г. эти работы были выставлены на его первой персональной выставке и получили позитивные отзывы известных советских художников того времени — Татьяны Яблонской и Михаила Дерегуса. Работы Химича также произвели большое впечатление на президента Академии архитектуры УССР Владимира Заболотного, предложившего молодому художнику работу в Академии.
В 1954—1955 — младший научный сотрудник Академии архитектуры УССР.
В 1955—1959 — аспирант Академии архитектуры УССР, где работал над темой «Декоративно-художественные средства в интерьере общественных зданий». (Педагоги — И. Каракис, О. Шовкуненко, С. Ержиковский, В. Заболотный, Я. Штейнберг)
В 1957—1964 — старший художник отдела истории украинского искусства Академии строительства и архитектуры УССР.
Поступив на работу в Академию, Химич занимался изображением интерьеров исторических зданий, снимал копии с монументальных росписей (характерно, однако, что, по мнению Г. Логвина, при всем техническом совершенстве «копии» Химича всегда носили условный характер, являясь художественными интерпретациями). Среди наследия этих лет — сотни листов с изображениями Киева, Чернигова, Львова и других городов Украины.
Путешествовал по России, Прибалтике, Белоруссии, Кавказу. В эти годы прошло несколько персональных выставок художника, среди которых следует особо отметить выставку акварелей в Центральном доме архитектора в Москве (1957). Достигнув вершин мастерства в технике акварели в 1957—1958 гг. (когда эксперты стали считать его одним из лучших акварелистов СССР), Химич неожиданно для многих резко изменил творческую манеру и обратился к гуаши. Путешествовал по Советскому Союзу вместе с известным живописцем Сергеем Отрощенко, влияние которого ощутимо в ранней гуаши этого периода. Создал серии работ в России, Бахчисарае, Украине, многие из которых репродуцировались в периодических изданиях, книгах по истории архитектуры, открытках (как заметил в своей автобиографии сам Ю. Химич, только по состоянию на июнь 1968 г. «около 400 работ опубликованы отдельными сборниками, в книгах, в журналах»).
В 1964—1985 гг. Ю.Химич преподавал в Киевском инженерно-строительном институте, где занимал должность и. о. доцента (с 1971 г. — доцента), а позже и. о. профессора кафедры рисунка и живописи.
С 1984 г. — преподаватель (с 1991 г. — профессор) Киевского государственного художественного института (ныне — Национальная академия изобразительного искусства и архитектуры), где  разработал собственную программу и научно-методическое пособие по специфике преподавания рисунка и живописи на архитектурном факультете.
Скончался 23 июля 2003 года в Киеве.

## Формирование уникального художественного стиля
Исследователи различают три периода в творчестве Юрия Химича. В ранний период художник работает преимущественно акварелью, где он достигает вершин мастерства в 57-58 гг. (когда была написана, в частности, серия «ленинградских» акварелей). Период формального поиска выпал на первую половину 60-х и характеризует Химича как художника, работавшего в мировом художественном контексте. Зрелый период в творчестве Химича наступает с середины 60-х, когда художник вновь возвращается к реализму, уже более созерцательному и символическому.
Говоря Химиче, обычно упоминают о том, что на его художественную манеру повлияла первая специальность — архитектура. И в этом есть неоспоримая правда. Действительно, будучи архитектором по образованию, Химич как бы насквозь видел структуру зданий. Здесь уместна аналогия с академическим рисунком. Зная практически все о том, как «устроено» то или иное здание, Химич был подобен первоклассному рисовальщику, которому знания анатомии помогают в изображении человеческих тел. С другой стороны, выработать свой уникальный стиль в изобразительном искусстве ему помогли не только архитектурное образование и одаренность, но и ещё несколько очень существенных свойств. Во-первых, Химич был удивительно работоспособным художником и умел сконцентрироваться на самом важном в его жизни: художественном опыте. Во-вторых, для Химича было характерно сверхуважительное и трепетное отношение к натуре, в которой он всегда черпал вдохновение. Наконец, в третьих, на протяжении годов изучая и копируя храмовые росписи, Химич стал сопричастен иконописной традиции.
Юрий Химич крайне изобретателен в технике. Но в его работах, за исключением нескольких лет, отданных формальному поиску, нет места стилистической субъективности. Он не пытался подчинить натуру своему стилю. Наоборот, стремясь передать то или иное состояние природы или специфику той или иной национальной архитектуры, Химич специально, под конкретную художественную задачу, вырабатывает новые стили и техники. К примеру, столкнувшись с невозможностью изобразить феномен белых ночей, рисуя Псковщину, он переходит с акварели на гуашь. А позже, когда перед ним будет стоять задача изобразить тревожное, ветреное небо русского Севера — фактически откажется от цвета и создаст свою гениальную «черную» серию, где ему удастся живописать простор неба, используя белые листы бумаги и оттенки чёрного (к которым иногда — в качестве особой живописной роскоши — будет добавлен синий).
Перенося на бумагу сотни иконописных изображений, в основном храмовых росписей, художник проникся художественным языком иконы, усвоил её специфические средства выразительности. В этом же — иконическом — аспекте, следует оценивать и влияние на Юрия Химича художественной традиции фовизма. Открытые цвета, сведение форм к очертанию, плоскостная трактовка форм. Все это объективно присутствует в живописи Ю. Химича, сродняя его с советскими фовистами. Однако условный фовизм Ю. Химича — не единственный и не главный ключ к разгадке его уникального художественного языка. Сам художник говорил о том, что он рисует «портреты зданий». Но намного точнее, чем слово «потрет», здесь было бы слово «икона». Рисуя «лики», «образы» или «иконы» зданий и городов, Химич пользовался символическими обобщениями, которым его научили не европейские живописцы, а фрески и мозаики Софии Киевской и храмовые росписи деревянной церкви Святого Духа в Потеличе (1502).

## Участие в выставках
Начиная с 1950-х гг., персональные выставки Юрия Химича с успехом проходили на Украине, в России, Грузии, Армении, Литве, Венгрии, США, Финляндии. Его работы хранятся сегодня в Национальном художественном музее Украины, музее истории Киева, художественных музеях России, Прибалтики, Польши и других стран, а также в частных коллекциях дипломатов Уильяма Грина Миллера (Посол США в Украине в 1993—1998 гг.) и Карлоса Паскуаля (посол США в Украине в 2000-20003 гг.), Блаженнейшего Митрополита Владимира (Сабодана), бизнесмена Вадима Новинского (Украина), президента Украины Виктора Ющенко (2005—2010), Наталии Яресько (Украина), Христины Мацив (Канада), Моники Франк (посол Королевства Нидерланды в Украине в 2001—2005 гг.) и др.
Работы Химича репродуцированы в многочисленных каталогах, календарях, тематических открытках, почтовых марках. Триптих Юрия Химича «День независимости» украшает Капитолий — здание Конгресса США в Вашингтоне.
Персональные выставки живописных и графических работ Ю. И. Химича:
- 1952 г. Киев. Союз Советских архитекторов. Выставка акварельных работ «Севастополь-Бахчисарай».
- 1953 г. Киев, Союз Советских архитекторов. Выставка акварельных работ «Памятники архитектуры Крыма».
- 1955 г. Киев. Союз Советских архитекторов. Выставка акварельных работ «Архитектура Львова».
- 1957 г. Москва. Выставка «Памятники архитектуры Украины» (акварель). Центральный дом архитектора. Союз архитекторов СССР. Экспонировалось около 100 работ.
- 1958 г. Киев. Выставка «Памятники архитектуры городов Советского Союза» (акварель). Устроители: Союз художников Украины, Союз архитекторов Украины. Экспонировалось около 120 работ.
- 1959 г. Кишинев. Выставка акварельных работ в Союзе Советских Архитекторов г. Кишинева.
- 1960 г. Львов. Выставка «Памятники архитектуры Советского Союза» (акварель, гуашь). Львовский государственный музей Украинского искусства. Экспонировалось около 150 работ.
- 1965 г. Новгород. «Памятники архитектуры народов Советского Союза. Архитектура Польши» (акварель, гуашь). 1965 г. Новгородский государственный художественно-исторический музей. Экспонировалось около 150 работ.
- 1964—1965 гг. Львов. «Памятники архитектуры и монументальной живописи Украины» (акварель, гуашь). Львовский государственный музей Украинского искусства. Экспонировалось свыше 100 работ.
- 1966 г. Киев. Выставка «Русская и украинская архитектура XI—XVIII ст.» (акварель, гуашь). Устроители: Министерство культуры УССР, Киевский государственный музей русского искусства. Экспонировалось около 200 работ.
- 1966 г. Львов. Выставка работ Юрия Химича (гуашь). Львовский дом архитектора. Экспонировалось 60 работ.
- 1968 г. Львов. Выставка «София Киевская в творчестве Юрия Химича» (гуашь). Львовский государственный музей украинского искусства. Экспонировалось 80 работ.
- 1971 г. Будапешт. Выставка «Памятники архитектуры народов Советского Союза» (гуашь, акварель). Устроители: Союз архитекторов Венгрии, Союз архитекторов Украины, Министерство высшего образования СССР. Экспонировалось 120 работ.
- 1971—1972 гг. Киев. Выставка «Памятники архитектуры Украины» (гуашь, акварель, темпера). Государственный архитектурно-исторический заповедник «София Киевская». Экспонировалось свыше 200 работ.
- 1973 г. Харьков. Выставка работ Юрия Химича (акварель гуашь, монотипия). Харьковский дом архитектора. Экспонировалось 120 работ.
- 1974—1975 гг. Киев. Выставка «Финляндия» (гуашь). Устроитель: Общество по культурным связям с зарубежными странами. Экспонировалось 60 работ.
- 1974 г. Чернигов. Выставка «Памятники архитектуры Украины». Черниговский областной архитектурно-исторический музей-заповедник. Экспонировалось 80 работ.
- 1976 г. Киев. Выставка «Русская архитектура» (монотипия). Устроители: Республиканский дом архитектора, Союз архитекторов Украины. Экспонировалось 50 работ.
- 1978 г. Киев. Выставка «По Венгрии» (гуашь). Устроитель: Общество по культурным связям с зарубежными странами. Экспонировалось 63 работы.
- 1978 г. Киев. Выставка «Памятники архитектуры народов Советского Союза» (живопись, графика). Устроители: Союз художников Украины, Союз архитекторов Украины. Экспонировалось свыше 100 работ.
- 1982 г. Киев. Выставка «Памятники архитектуры г. Киева» (живопись, графика). Экспонировалось свыше 100 работ.
- 1987 г. Киев. Выставка «Сванетия» (акварель). Художественный фонд УССР. Экспонировалось 50 работ.
- 1999 г. Киев. «Памятники архитектуры Украины в творчестве Юрия Химича». Американский Дом (Киев, ул. Мельникова, 63). При участии Посольства США в Украине.
- 2002 г. Нью-Йорк. Выставка Юрия Химича в Украинском Институте Америки, при поддержке Игоря Фиглюса и Наталии Яресько.
- 2003 г. (апрель) Киев. Выставка в Национальной академии изобразительного искусства и архитектуры.
- 2003 г. (июль) Киев. Выставка в помещении Киевсовета (Крещатик 36).

Посмертные персональные выставки:
- 2003—2004 гг. три персональных выставки «Юрий Химич: известный и неизвестный» в киевской галерее «Коло».
- 2006 г. (июнь). Киев. Предаукционная выставка в выставочном зале «Хлебня» в рамках благотворительного аукциона произведений Юрия Химича.
- 2009 г. (октябрь). Каменец-Подольск. Выставка «Из сокровищницы Юрия Химича: архитектура древнего Каменца» в «Армянском колодце» (более 20 работ, акварель, гуашь, гризайль, монотипия).
- 2010 г. (14 июля-15 августа) Киев. Выставка «София Киевская в творчестве Юрия Химича» в помещении «Хлебни» Национального заповедника «София Киевская» (ул. Владимирская 24). Устроители: Национальный заповедник «София Киевская», Всеукраинская ассоциация музеев.
- 2011 г. (9-18 декабря). Киев. В рамках Четвёртого Большого Антикварного Салона в культурно-художественном комплексе «Мыстецкий арсенал» прошла выставка работ Ю. Химича «Сакральная архитектура Украины и России» (около 150 работ в технике акварель, гуашь, монотипия).
- 2013 г. (12 апреля-12 мая). Киев. Юбилейная (к 85-летию со дня рождения) выставка Юрия Химича в киевской галерее «КалитаАртКлуб».
- 2014 г. (февраль). Киев. Выставка «Юрий Химич: Художник и город» в Музее истории Киева (более 50 работ, 1948—1993 гг.).
- 2014 г. (май). Киев. В рамках проекта «Art Lobby», который курирует гостиница InterСontinental Kiev, стартовала выставка художников Юрия и Михаила Химичей. Наследие Ю. Химича было представлено киевской серией (гуашь).
- 2016 г. (ноябрь). Киев. Выставка «TOPOS Юрия Химича. Финляндия» в «КалитаАртКлуб».
- 2017 г. (январь). Хельсинки. Выставка «ТОPOS Юрия Химича. Финляндия». Экспонировано более 40 гуашей, созданных Ю. Химичем во время его поездки в Финляндию в 1969 г. В открытии выставки, приуроченной к 90-летию со дня рождения художника и 25-летию установлению дипломатических отношений между Украиной и Финляндией, приняла участие первая леди Украины Марина Порошенко.

Участие в групповых художественных выставках
- 1955 г. Киев. Первая республиканская выставка художников-архитекторов Украины. Экспонировалось 6 работ (акварель).
- 1955 г. Киев. Городская выставка киевских художников. Устроитель: Союз художников Украины. Экспонировалось 3 работы (акварель).
- 1955. Киев. Выставка «Архитектура Польши и Чехословакии». Устроители: Академия архитектуры УССР, Союз архитекторов Украины. Экспонировалось 62 работы (акварель).
- 1968 г. Киев. Республиканская выставка «София Киевская в творчестве художников». Устроители: Союз художников Украины, Музей-заповедник «София Киевская». Экспонировалось около 100 работ.
- 1970 г. Киев. Городская выставка киевских художников. Устроитель: Союз художников Украины. Экспонировалось 2 работы (акварель, гуашь).
- 1971. Киев. Республиканская выставка посвященная XXIV съезду КПСС. Устроители: Союз художников Украины, Музей русского искусства. Экспонировалось 2 работы (гуашь).
- 1972 г. Киев. Выставка "Русская и украинская архитектура XII—XVIII ст. Устроители: Министерство культуры УССР, Киевский государственный музей русского искусства. Экспонировалось около 250 работ (акварель, гуашь).
- 1972 г. Львов. Выставка «Софии Киевской — 930 лет». Устроители: Львовское областное управление культуры УССР, Киевский государственный музей-заповедник «София Киевская», Львовский музей украинского искусства. Экспонировалось около 100 работ.
- 1974 г. Москва. Зональная выставка «Изобразительное искусство Украинской ССР» (пятнадцатилетию образования СССР посвящается). Экспонировалась 1 работа (монотипия).
- 1974 г. Чернигов. Выставка «Памятники архитектуры Украины». Устроитель: Черниговский областной исторический музей. Экспонировалось около 20 работ (гуашь, акварель).
- 1974—1978 гг. Киев. Выставка «30 лет заповеднику „София Киевская“». Экспонировалось 6 работ (гуашь).
- 1977 г. Киев. 3-я Республиканская выставка акварели. Устроитель: Союз художников Украины. Экспонировалось 3 работы.
- 1977 г. Минск. 2-я Всесоюзная выставка акварели. Экспонировалась 1 работа.
- 1978 г. Львов. 4-я Республиканская выставка акварели. Устроитель: Союз художников Украины, Львовский музей украинского искусства. Экспонировалось 3 работы.
- 1978 г. Москва. 3-я Всесоюзная выставка акварели. Экспонировалась 1 работа.
- 1978 г. Киев. Республиканская выставка рисунка. Экспонировалось 4 работы.
- 1978 г. Москва. Выставка «Искусство Киевской Руси домонгольского периода». Устроители: Центральный мущей архитектуры им. Щусева, Музей-заповедник «София-Киевская». Экспонировалось 12 работ (акварель, копии мозаик).
- 1979 г. Киев. Республиканская выставка художников-архитекторов. Устроитель: Союз архитекторов Украины. Экспонировалось 3 работы (гуашь).
- 1980 г. Киев. Выставка «По Венгрии». Устроители: Союз художников Украины, Общество по культурным связям за рубежом. Экспонировалось 2 работы (гуашь).
- 1982 г. Киев. Республиканская художественная выставка, посвященная 60-летию образования СССР. Устроитель: Союз архитекторов Украины. Экспонировалось 2 работы (гуашь).
- 1982 г. Киев. Художественная выставка, посвященная 1500-летию Киева. Устроители: Госстрой УССР, Библиотека Госстроя УССР. Экспонировалось 20 работ (гуашь).
- 1982 г. Монреаль (Канада). Международная выставка «Человек и мир». Экспонировалось 2 работы (гуашь).
- 1982 г. Киев. Республиканская художественная выставка, посвященная 60-летию образованию СССР. Устроитель: Союз художников Украины. Экспонировалось 2 работы (гуашь).
- 1983 г. Киев. Республиканская художественная выставка, посвященная 1500-летию г. Киева. Устроители: Сою художников Украины, Музей г. Киева. Экспонировалось 3 работы (акварель).
- 1983 г. Киев. Республиканская художественная выставка акварели. Устроитель: Союз художников Украины. Экспонировалось 4 работы.
- 1984 г. Киев. Республиканская художественная выставка, посвященная Советской Армии. Устроитель: Союз художников Украины. Экспонировалось 2 работы (акварели).
- 1984—1985 гг. Киев. Всесоюзная выставка «Архитектура Украины». Устроители: Государственный музей «София Киевская», Госстрой УССР, Союз архитекторов Украины. Экспонировалось 12 работ (гуашь).
- 1985 г. Киев. Выставка «Монументальная живопись Украины». Устроитель: Государственный музей-заповедник «София Киевская». Экспонировалось 2 работы (копии настенных росписей).
- 1985—1988 гг. Киев. Выставка «Искусство Киевской Руси». Устроитель: Государственный музей «София Киевская». Экспонировалось 8 работ (акварель, гуашь).
- 1985—1988 гг. Киев. Выставка «Архитектура Советской Украины». Устроители: Государственный музей «София Киевская», Госстрой УССР, Союз архитекторов Украины. Экспонировалось 6 работ (гуашь, акварель).
- 1986 г. Баку. Всесоюзная выставка акварели. Экспонировалось 3 работы.
- 1986 г. Киев. Республиканская художественная выставка «Живописная Украина». Устроитель: Союз художников Украины. Экспонировалось 3 работы (гуашь).
- 1986 г. Киев. Республиканская художественная выставка. Устроитель: Союз художников Украины. Экспонировалась 1 работа (монотипия).
- 1987 г. Запорожье. Республиканская художественная выставка «Живописная Украина». Устроитель: Союз художников Украины. Экспонировалось 3 работы.
- 1987 г. Киев. 6-я Республиканская выставка акварели. Устроитель: Союз художников Украины. Экспонировалось 3 работы.
- 1988 г. Киев. Республиканская выставка «На страже мира». Устроитель: Союз художников Украины. Экспонировалась 1 работа (акварель).
- 1988 г. Киев. Республиканская художественная выставка, посвященная 50-летию образования Союза художников СССР. Экспонировалось 2 работы.
- 1988 г. Киев. Художественная выставка «Киев и Киевляне». Устроитель: Союз художников Украины. Экспонировалось 2 работы (акварель).
- 1995 г., при содействии Центра Визуального и Драматического искусства (г. Москва) 69 работ Ю. И. Химича экспонировались в России, Великобритании, Германии, Франции и Чехии.

## Публикации
- «Деревянное зодчество Северной России» (1970)
- «Пам’ятки архітектури Львова» (1960—1980)
- «Київ», «Чернігів», «Дніпро» (все — 1950—1990)
- «Дерев’яне зодчество України» (1989—1990)
- «Пам’ятки архітектури Галичини» (1990)
- «Пам’ятки архітектури Криму» (1993)
- «Фортеці України» (1994).

## Работы
- «Киев. Подол. Фроловский монастырь», 1986 г. бумага, монотипия; 33х26; правый нижний угол «Химич Ю. I.»
- Химич Ю. «Кам’янець-Подільська Єва» 1985 р. Папір, акварель. 86х61 см
- Открытка СОФИЯ КИЕВСКАЯ. Зима (1964). Киев. Издательство «Мистецтво». 1966. Тираж 130 000 экз. 10,3 х 14,6. Оборотная сторона чистая, без почтового графления.
- Набор открыток Ю. И. Химич. Бахчисарай. 16 шт. Издательство «Изобразительное искусство», Москва, 1977 г.
- Набор открыток «Бахчисарай — Художник Ю. И. Химич» 1973 г.
- Aльбом «Пам’ятки архітектури України у творчості Юрія Химича» (1999)
- Выпустил разные серии по Киеву:
  - «София Киевская»
  - «Киево-Печерская лавра»
  - «Выдубицкий монастырь»
  - «Киев. Подол»
  - «Киев сегодня»)
- Hаписаны интерьеры Софии Киевской и копии фресок храма.
- «По древнему Львову». Художник Ю. И. Химич. М. Изобразительное искусство. 1983 г. папка — переплет уменьшенный формат. Комплект из 16 цветных открыток.
- «Пам’ятки архітектури України у творчості Юрія Хіміча: Сто вибраних творів» (Київ, 1999),
- «Софія Київська у творчості Юрія Хіміча» (Київ, 1962),
- «Бахчисарай» (Москва, 1972),
- «По древнему Львову» (Москва, 1974),
- «Деревянное зодчество Севера» (Москва, 1975) та ін.

## Оценки творчества Ю. И. Химичa
Анатолий Игнащенко (академик архитектуры):

Я учился вместе с Химичем. Его студенческие работы чем-то напоминали раннего Рериха, Билибина, но он шел своей дорогой. Видно было: появился новый талант, ещё не окрепший, но талант. Однажды я был на этюдах, написал аллею после дождя в Ботаническом саду. Вдруг ко мне подходит Химич. Оказывается, он тоже писал здесь этюды. Посмотрели мы работы: писали в одно время, в одном месте, но его акварели были на голову выше. Так все и определилось: я стал архитектором, Химич — художником.
Бабушкин, Сергей Вячеславович (заслуженный архитектор Украины, профессор, член-корреспондент Академии искусств Украины, главный архитектор города Киева (1996—2003)):

Юрия Химича представлять не нужно. Все, кто любит искусство архитектуры, знают этого непревзойденного мастера архитектурного пейзажа. Более 50 лет он отдал художественному осмыслению древнего зодчества. Украина, Россия, Кавказ, Средняя Азия, Прибалтика — он работал везде, где позволяли жизненные обстоятельства.

Работы Юрия Химича неповторимы и узнаются тотчас. Ведь Химич не просто фиксатор архитектурных артефактов в ландшафте. Ещё в начале своего пути в искусстве он показал, что умеет на удивление точно передать характерные черты каждого архитектурного памятника, особенно сложные и насыщенные декором интерьеры Софии Киевской, западноукраинских церквей и готических храмов. Сейчас, в эпоху стремительного развития фотографии и других технических средств точной фиксации архитектурных и художественных творений, мы начинаем больше ценить другую грань таланта художника: эмоциональную насыщенность и эпичность его образов, умение уловить и показать зрителю духовную суть древнего зодчества.
Людмила Миляева (доктор искусствоведия, профессор, академик Национальной академии искусств Украины), из статьи «„Архитектурный ген“ Юрия Химича» из журнала «Антиквар» № 6(74), июнь 2013:

Юра был невероятным трудоголиком, в поездках просто неистовствовал. Для удобства транспортировки и экономии средств покупал рулон дешевых обоев и повсюду носил его с собой. Мог запросто прикрепить бумагу к стволу дерева и работать. Думаю, что по этим обоям всегда можно отличить подлинные Юрины вещи от подделок…
Время от времени мы с мужем ходили в гости к Юре на улицу Толстого, где он жил вместе с пожилой мамой и необыкновенно добродушной женой Валей. Там он и показывал нам свои удивительные гуаши. Жили Химичи, как и все, очень скромно. Всему причиной было, конечно же, его творчество. Но и потребности у Юры, насколько я знаю, были минимальными. Позже, когда он стал преподавать рисунок и живопись на архитектурном факультете в нашей Академии, мы виделись постоянно.
Химич был личностью, и это ощущалось всеми и всегда. Не знаю, проявил ли он себя как зодчий, построил ли что-нибудь, но то, что он был живописцем — факт, не требующий доказательств. В первую очередь его знают как мастера городского пейзажа — значит сработал все-таки некий «архитектурный ген», возобладавший над всеми другими жанровыми интересами.

У Юры было совершенно особое восприятие города, позволяющее ему не просто фиксировать увиденное, но переводить его в иную, полусказочную плоскость. Он никогда не стремился сделать что-то похожее на реальность, но умел создать «образ места», рассказать о городе или памятнике так, как это не удавалось никому другому. На мой взгляд, этого вполне достаточно, чтобы остаться в истории искусства.
Юрий Васильевич Беличко (кандидат искусствоведения, профессор, заслуженный деятель искусств Украины, член Национального союза художников Украины), из предисловия к каталогу «Памятники архитектуры Киева в творчестве Юрия Химича:

В творческом методе Юрия Химича превалирует не столько тщательное исследование первооткрывателя, сколько художественная импровизация, чувствуется стремление не только изобразить внешние приметы памятника архитектуры, раскрыть его художественный смысл, но и желание проникнуть в его эмоциональный характер, почувствовать его душу. Активную роль в произведениях художника играет пейзаж, неизменно эмоционально насыщенный. Памятники архитектуры воспринимаются художником в неразрывной связи со средой, в которой они находятся. В одном случае — это эпическая архитектура и, соответственно, эпический пейзаж (к примеру, София Киевская или другие храмы времен Киевской Руси). В другом — „лирические сооружения“, в третьем — камерные строения древнего Подола и так далее.

Изучая памятники архитектуры на протяжении многих лет, Юрий Химич нашел свой почерк, свое видение архитектуры, отвечающее сути изображаемого предмета. В результате были созданы обширные циклы — „Архитектурный ансамбль Софии Киевской“, „Древний Подол“, „Киево-Пеечрская Лавра“, „Выдубичи“. Немало сделано и в сфере изображений интерьеров выдающихся сооружений, а также в копировании настенных монументальных росписей.
Инна Дорофиенко (главный художник-реставратор корпорации „Укрреставрация“):

Юрий Химич дорог реставраторам уже тем, что один из первых и немногих художников бывшего СССР обратил внимание на национально-культурное наследие Украины и России, которое долгое время оставалось и никому ненужным, и фактически незащищенным. По указке Н.Хрущева началось массовое наступление на „опиум для народа“: по всему Союзу в воздух взлетали храмы и соборы, сжигались памятники деревянного зодчества, уничтожались национальные святыни… Даже в то страшное время Химич продолжал популяризировать архитектуру, духовное наследие нашего народа, запечатлев для потомков выдающиеся творения зодчества, уникальные памятники истории и культуры.
Карлос Паскуаль (посол США на Украине 2000—2003), из интервью „Зеркалу Недели“:

Юлия Мостовая, (главный редактор):
— В Украине вы общались не только с политиками, но и много времени посвящали контактам с людьми искусства, культуры, встречались с религиозными лидерами. Можете ли вы кого-то назвать совестью нации? Попутно замечу, что 72 процента населения не смогли дать ответ на этот вопрос. Остальные предпочтения были настолько распорошены (от 1 до 0,5 %), что о них не имеет смысла говорить.
Карлос Паскуаль:
— Наверное, мне не уместно отвечать на этот вопрос. Могу вам сказать, кто, по моему мнению, символизирует все лучшее и красивое, что есть в вашем народе, а также мощь его потенциала. Это мой большой друг художник Юрий Химич. Ему было 75. Он умер на прошлой неделе. Всю свою жизнь он путешествовал по бывшему Союзу. Ему известен каждый уголок не только России, Украины, Прибалтики, но и Чехии. Химич писал пейзажи, урбанистические сюжеты. Но сказать, что Химич пейзажист, это все равно что назвать Ван Гога портретистом. Его работы презентовали жизнь и творчество, хотя его мировоззрение могло быть задушено в советские времена. В его картинах естественная красота, красноречиво говорящая о том, какой может быть Украина. Мне кажется, что он обязательно будет признан в Украине не только как великий художник вашей страны, но и нашего времени.»[1]
Вильям Миллер (посол США на Украине 1993—1998 гг.):

«Каждая картинка с изображением Софиевского собора, — подчеркивает дипломат, — имеет дополнительные черты, которые, вбирая в себя предыдущие, придают ей новый, свежий взгляд».

## Культурное наследие
Работы хранятся в НХМУ, Музее истории Киева, музеях России, Прибалтики, Польши и других стран.
Российско-украинский олигарх Вадим Новинский обладает коллекцией из 175 гуашей Юрия Химича.

## Публикации о художнике
Статьи в энциклопедических изданиях:
- Енциклопедія українознавства: Словникова частина: [в 11 т.] / Наукове товариство імені Шевченка; гол. ред. проф., д-р Володимир Кубійович. — Париж; Нью-Йорк: Молоде життя; Львів; Київ: Глобус, 1955—2003.. Словникова частина. — Т. 9. — С. 3589.
- Митці України: Енциклопедичний довідник / Упор.: М. Г. Лабінський, В. С. Мурза. За ред. А. В. Кудрицького. — К.: «Українська енциклопедія» ім. М. П. Бажана, 1992. — 848 с. — ISBN 5-88500-042-5. — С. 612—613.
- Мистецтво України: Біографічний довідник / Упор.: А. В. Кудрицький, М. Г. Лабінський. За ред. А. В. Кудрицького. — К. : «Українська енциклопедія» ім. М. П. Бажана, 1997. — 700 с. — ISBN 5-88500-071-9. — С. 615.
- Бондаренко Р. Химич Юрій Іванович // Енциклопедія історії України : у 10 т. / редкол.: В. А. Смолій (голова) та ін. ; Інститут історії України НАН України. — К. : Наук. думка, 2013. — Т. 10 : Т — Я. — С. 382. — ISBN 978-966-00-1359-9.

Статьи о художнике в каталогах Ю. И. Химича:
- Памятники архитектуры Украины в творчестве Юрия Химича. Автор предисловия — Уильям Грин Миллер, посол США в Украине (1993—1998). Киев-Прага, 1999.
- Памятники архитектуры Киева в творчестве Юрия Химича. Научно-художественное издание. Текст — Юрий Беличко, профессор, кандидат искусствоведения. Киев, 2003 г. (на укр. и англ. языках). 293 с.
- Вильям Грин Миллер. Он обладал даром распознавать душу местности. // Topos Юрия Химича. Альбом-каталог/Состав.: Татьяна Калита, Иван Григорьев. К.: Дух і літера, 2013. 136 с. ISBN 978-966-378-306-2. С.6-9. На укр. и англ языках. Текат впервые напечатан: Зеркало Недели, 26 сентября 2003 г. Электронный текст доступен по адресу: https://gazeta.zn.ua/SOCIETY/on_obladal_darom_raspoznavat_dushu_zemli.html. Английский текст доступен по адресу: http://www.ukrweekly.com/old/archive/2003/370310.shtml
- Михаил Химич. Ключ к местности // Topos Юрия Химича. С.26-35. На укр. и англ языках.
- Людмила Миляева, проф. «Архитектурный ген» Юрия Химича // Topos Юрия Химича. С.16-19. На укр. и англ языках.

Публикации о творчестве Ю. Химича в советской и зарубежной прессе (1953—1987 гг.).
(из личного архива Ю. И. Химича)
1. Л. Миляева . На выставках акварелей Ю. Химича // Радянське мистецтво (Советское искусство) (журнал) . 1953. 7 октября. (Киев).
2. Б. Пианида . Выставка акварельных произведений // Вечерний Киев. 1958. 7 апреля.
3. В. Городской. Талант и труд //Литературная газета. 1958. 8 апреля.
4. Т. Васильев. На выставках киевских архитекторов // Советская Молдавия. 1958. 14 мая. (Кишинев).
5. Л. Натальина. Рисунки художника Химича // Вечерний Киев. 1959. 15 июля.
6. М. Батич. Мастерство художника // Львовская правда. 1960. 8 декабря.
7. Х. Саноцкая. Творческий отчет молодого художника // Вільна Украина (Свободная Украина). 1961. 4 января (Львов).
8. Б. Пианида. Выставка акварелей художника-архитектора Ю. Химича" // Вечерний Киев. 1962. 28 марта.
9. Г. Богданович. Архитектурная сюита // Украина. 1964. 6 февраля. (Киев).
10. Ю. Беличко. «Красота столетий» // Дніпро (Днепр) (журнал). 1965. № 8 (Киев).
11. Валерий Городской. «На холстах — шедевры зодчества» // Літературна Україна (Литературная Украина) 1965. 8 июня.
12. Г. Богданович , В. Московченко. Мастер архитектурного пейзажа // Життя і слово . 1966. 2 мая. (Канада).
13. Г. Богданович, В. Московченко. Мастер архитектурного пейзажа // Наша Культура. Май 1966. (Варшава).
14. Н. Велигоцкая. «Архитектура в изобразительном искусстве» // Ранок (Утро) (журнал). № 9 1966 (Киев).
15. Л. Миляева. «Старинные украинские росписи» // Декоративное искусство (журнал). № 7 1966 г. (Москва).
16. На вашу книжную полку. Открытки // Советская культура. 1967. 21 февраля (Москва).
17. Р. Корогодский. Памятники величия и красоты // Литературная Украина. 1967. 14 февраля (Киев).
18. В. Касиян. Советское изобразительное искусство // Украинская Советская Энциклопедия, 17-й том, УССР.
19. Г. Н. Логвин. София Киевская в рисунках Ю. И. Химича. К., «Мистецтво» (Искусство), 1967.
20. М. Ватунюк, Ю. Чернов, П. Козачук-Богачук. Живые страницы каменной летописи // За будівельні кадри . 1968. 10 апреля.
21. Ирина Головань. Всегда современны // Советский Союз (журнал). 1968. № 4 (Москва).
22. М. Ксеневич. Знакомьтесь: архитектурные пятницы // За будівельні кадри 1968. № 11. 13 марта.
23. М. Петренко. «Киево-Печерский заповедник. Рисунки Ю.Химича». К., «Мистецтво», 1969.
24. София Киевская в изобразительном искусстве // Образотворче мистецтво (Изобразительное искусство) (журнал). 1970. № 5
25. Л. Д. Ларионова. Искусство прекрасное, вечное // Строительство и архитектура (журнал). 1971. № 8 (Киев).
26. А. Шмитько. Весомые приобретения // За будівельні кадри. 1971. № 30. 22 сентября.
27. Выставка Юрия Химича // Газета «Népszabadság» (венг. Непсабадшаг — «Народная свобода») . 1972. 11 марта (Будапешт) (на венгерском языке).
28. М. Ильин. Архитектурные памятники России. Деревянное зодчество Севера. М., «Изобразительное искусство», 1972.
29. Р. Маневич. Вторая и не последняя // За будівельні кадри. 1972. № 35. 3 ноября.
30. В. Касиян. Музеи родного города // Вечерний Киев. 1972. № 48 26 февраля.
31. В. Чепелик. Архитектурная пятница // За будівельні кадри. 1972. № 33. 20 октября.
32. З. Дехтярь. Краса родной земли // Вісті з України (Вести с Украины). 1972. № 21. 18 мая.
33. А. Лемке. Знакомое — заново // Советская культура. 1972. № 24. 26 февраля. (Москва).
34. Художник в архитектуре // Робітнича газета (Рабочая газета). 1972. № 18. 22 января. (Киев)
35. Е.Соловей. «Влюбленность в архитектуру» // Литературная Украина. 1972. № 14. Февраль.
36. Химич Юрий Иванович // Словарь художников Украины (отв. ред. Н. Бажан). К., изд-во Украинской Советской Энциклопедии, 1973.
37. Н. Сторчак. Языком искусства // За будівельні кадри. 1973. № 3. 19 января.
38. Художник-архитектор о Финляндии (РАТАУ) // Правда Украины. 1974. № 253. 29 октября.
39. Рисует Юрий Химич // За будівельні кадри. 1974. № 34. 30 октября.
40. Интересная экспозиция (РАТАУ) // Вечерний Киев. 1974. № 259. Ноябрь.
41. А Друг. Мастер архитектурного пейзажа // Деснянская правда. 1974. № 32. 15 февраля (Чернигов).
42. Венгерские впечатления художника Юрия Химича // Всесвіт (Весь мир, Вселенная) (журнал). 1975. № 41.
43. И. Андрейко. Школьникам о зодчестве // Правда Украины. 1976. № 199. 27 августа.
44. Валентина Рубан. Шедевры зодчества // Культура і життя (Культура и жизнь). 1976. № 36 4 мая.
45. М. Мартынов. Архитектура Русского Севера // Архитектура (приложение к Строительной газете). 1976. № 22. 31 октября (Москва).
46. И. Лобода. Дворец среди садов. М., «Изобразительное искусство», 1977.
47. Чернигов (хроника). Выставка «памятники архитектуры Украины» // Образотворче мистецтво (Изобразительное искусство) (журнал). 1978. № 4.
48. В честь знаменательной даты (РАТАУ) // Прапор комунізму (Знамя коммунизма). 1978. № 79. 4 апреля.
49. В честь знаменательной даты (РАТАУ) // Правда Украины. 1978. № 79. 4 апреля.
50. Н. И. Велигоцкая. Творчество Ю. И. Химича // Строительство и архитектура. 1978. № 7.
51. Усі барви країни (Все краски страны) // Культура і життя (Культура и жизнь). 1981. 23 марта.
52. И. Розум. Те, що в камені живе. (Живущее в камне) // Украина (журнал). 1981. № 44. Ноябрь.
53. В.Петренко. Барви неповторності (Краски неповторимости) // Культура і життя (Культура и жизнь). 1981. № 44. 4 июня.
54. Н. И. Велигоцкая. Пам’ятки архітектури Києва (Памятники архитектуры Киева) // Строительство и архитектура. 1981. № 8.
55. Юрий Беличко. Краса століть (Красота столетий) // Юрій Белічко. Художник. Мистецтво. Час. К., «Мистецтво», 1982.
56. М. Кюлло. Подарунок художника (Подарок художника) // За будівельні кадри. 1983. 2 февраля.
57. Ю.Химич. Памятники архитектуры народов СССР // Строительство и архитектура (журнал). 1983. № 3.
58. В бібліотеці ім. М. П. Бажана (В библиотеке Н. П. Бажана) // Литературная Украина. 1984. 4 декабря.
59. В бібліотеці ім. М. П. Бажана (В библиотеке Н. П. Бажана) // Молодая гвардия. 1984. 4 декабря.
60. Р. Звиняцковский. Вклад художника // Рабочая газета. 1987. № 175. 30 июня.
61. В Киеве пейзажи Сванетии // Вечерний Тбилиси. № 122. 1987. 27 мая.
62. И. Розум. Щедрость таланта // Украина (журнал). 1987. Июнь.
63. Рисует Юрий Химич // Строительство и архитектура. 1987. № 6.